# Waasten (België)
Waasten (Frans: Warneton) is een dorp in de Belgische provincie Henegouwen, en een deelgemeente van de stad en faciliteitengemeente Komen-Waasten (Frans: Comines-Warneton) sinds 1977. Bij het vastleggen van de taalgrens in 1963 werd Waasten ingedeeld als Franstalig met taalfaciliteiten voor de Nederlandstalige minderheid, als gevolg hiervan werd de nog zelfstandige gemeente van de provincie West-Vlaanderen overgeheveld naar Henegouwen. In 1977 ging Waasten op in de fusiegemeente Komen-Waasten.
Net zoals Komen ligt Waasten langs de rivier de Leie, waarvan de oude bedding de grens met Frankrijk vormt. Twee beken, de Douve en de Warnave monden uit in de Leie. Ook net zoals bij Komen het geval is, heeft Waasten aan de overkant van de Leie een gelijknamige Franse gemeente Waasten (Warneton). De kernen Komen en Waasten worden nog gescheiden door de deelgemeente Neerwaasten. In Waasten liggen nog enkele gehuchten, zoals Le Gheer, Pont-Rouge en Le Touquet.

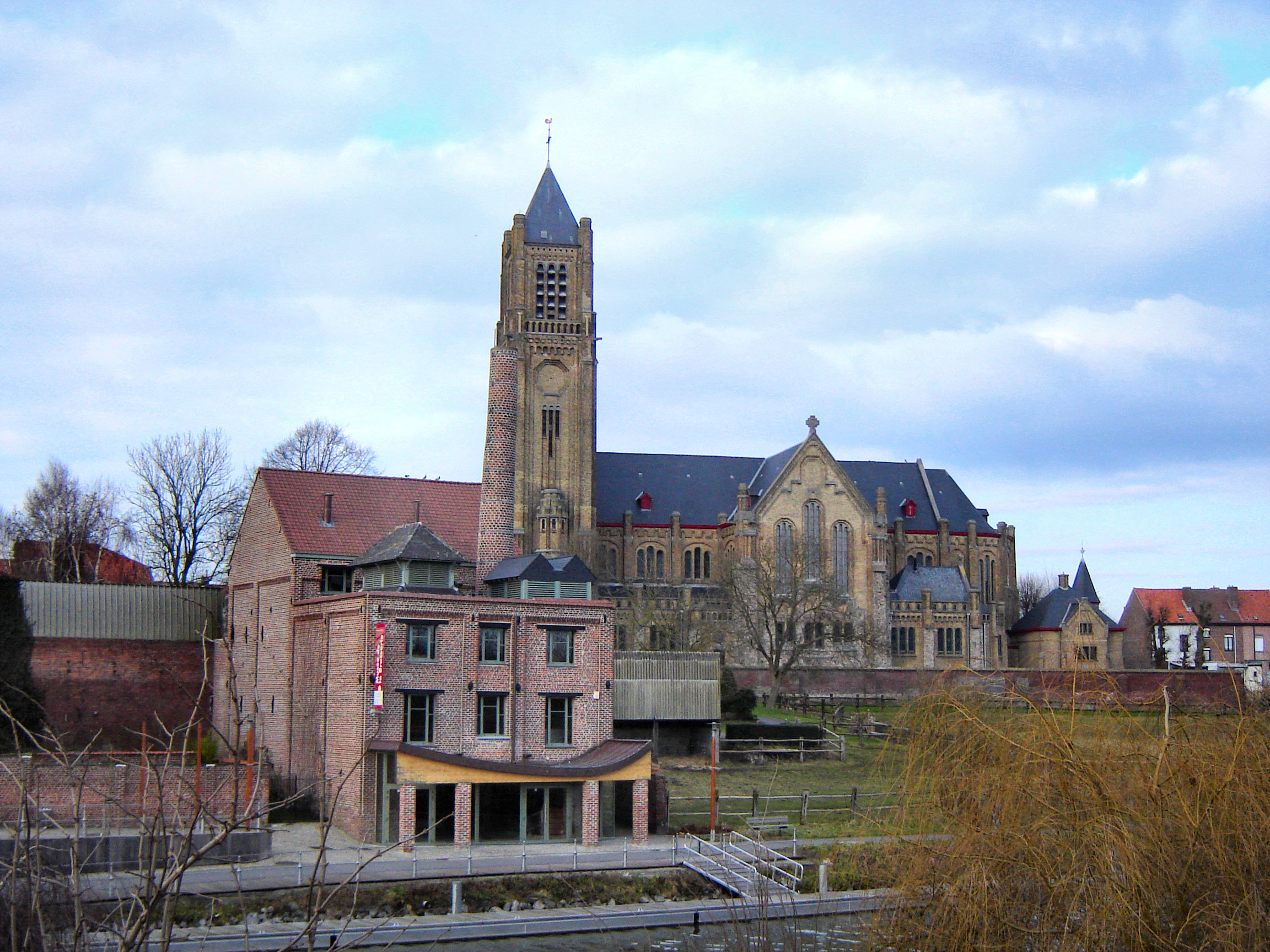
Waasten aan de Leie

## Geschiedenis
De stad Waasten werd voor het eerst vermeld in 1249 en besloeg slechts een klein deel van de heerlijkheid Waasten, een aanzienlijke heerlijkheid die in de 13e eeuw tot kasselrij werd verheven en waarin diverse kastelen stonden, ook in de naburige plaatsen en langs de Leie in het deel wat tegenwoordig Frans gebied is. 
De heerlijkheid Waasten behoorde in 1080 aan Robert, heer van Péronne en Vermandois. Zijn zoon, Eudes, werd monnik in Cluny en Waasten werd als bruidsschat geschonken aan de dochter van Robert, Adèle bij haar huwelijk met Robert le Gros, heer van Bethune. De volgende heren van Waasten waren, van vader op zoon:
- Willem (1129-1144), zoon van Robert le Gros
- Robert le Roux (1145-1191)
- Willem le Roux (1191-1214)
- Daniel (1215-1226)
- Robert de Bethune (1226-1248), jongere broer van Daniel

De heren van Waasten behoorden vervolgens tot aanzienlijke families. Allereerst de grafelijke familie Dampierre: * Mathilde, eerste vrouw van graaf Gwijde van Dampierre (van 1249 tot 1264)
- haar oudste zoon, graaf Robrecht van Bethune
- diens zoon, Robrecht van Kassel

Vervolgens kwam de heerlijkheid aan het Huis Bar, het Huis Luxemburg, en het Huis Oranje-Nassau. Een van de vele titels van de Nederlandse koning is nog altijd die van Baron van Waasten.
In 1702, na de dood van Willem III van Oranje, koning van Engeland, ging Waasten over op Lodewijk, heer van Isenghien. In 1713, krachtens de Vrede van Utrecht, kwam het deel van de heerlijkheid ten zuiden van de Leie aan Frankrijk. De heerlijkheid werd ter compensatie op Oostenrijks gebied uitgebreid met de parochies van Nieuwkerke en Dranouter.
Het belangrijkste kasteel stond nabij de samenvloeiing van de Leie en de Douvebeek. Dit werd al in de 11e eeuw vermeld, werd diverse keren herbouwd, vooral in 1390, maar in de loop van de 17e eeuw werd het geleidelijk afgebroken.
Vanaf 1127 was Waasten omwald. De muren werden bij herhaling vernield, maar steeds weer opgebouwd. Onder keizer Jozef II werden ze echter bouwvallig en verdwenen.
Waasten had vanaf de 9e eeuw een kerk met een kapittel van seculiere kanunniken, dat in 1130 werd omgezet in een kapittel van reguliere kanunniken, behorend tot de Augustijner congregatie van Arrouaise. De bijbehorende abdij heeft bestaan tot 1792, toen de Franse revolutionnairen er een einde aan maakten.
In 1831 werd Waasten, samen met Ploegsteert, een Belgische gemeente. In 1850 splitste Ploegsteert zich af. In 1977 ging Waasten op in de fusiegemeente Komen-Waasten.

### Eerste Wereldoorlog
Tijdens de Eerste Wereldoorlog liep het front door Waasten. Ploegsteert en het westelijk deel van Waasten werden bezet door Britse troepen, terwijl het oostelijk deel van Waasten, inclusief Komen, Neerwaasten en Houthem, door de Duitse troepen was bezet. Dit alles leidde tot de volledige verwoesting van Waasten en de gehele streek.
De Duitsers groeven onder de ruïnes een uitgebreid net van gangen op 8 tot 10 meter diepte. Deze gangen leidden naar bomvrije schuilplaatsen. Na de oorlog werden de gangen gedempt.
De inwoners, die geëvacueerd waren, kwamen na de oorlog weer terug maar moesten de eerstvolgende jaren nog in noodwoningen verblijven. Weliswaar werden de huizen weer herbouwd volgens een nieuw algemeen plan, maar geen enkel historisch pand is in de regio meer aan te treffen.
Bij de archeologische opgravingen op de plek van de vernielde kerk werd het ongeschonden graf aangetroffen van Robrecht van Kassel. Het werd overgebracht naar een crypte in de nieuwe kerk die in 1925 werd gebouwd. Dit indrukwekkende bouwwerk wordt vaak de kathedraal van de Leie genoemd.

## Demografische ontwikkeling
- Bronnen:NIS, Opm:1831 tot en met 1970=volkstellingen, 1976= inwoneraantal op 31 december
- 1856: Afsplitsing van Ploegsteert in 1850
- 1920: Terugval van de bevolking als gevolg van Wereldoorlog I

## Resultaten van de talentelling in Waasten
Gekende talen
|      | Aantal   | Aantal  | Aantal   | Aantal  | Aantal   | Aantal  | Aantal       | Aantal       | Aandeel  | Aandeel | Aandeel  | Aandeel | Aandeel  | Aandeel | Aandeel      |
| Jaar | enkel nl | fr & nl | enkel fr | de & fr | enkel de | de & nl | de & fr & nl | enkel andere | enkel nl | fr & nl | enkel fr | de & fr | enkel de | de & nl | de & fr & nl |
| ---- | -------- | ------- | -------- | ------- | -------- | ------- | ------------ | ------------ | -------- | ------- | -------- | ------- | -------- | ------- | ------------ |
| 1846 | 234      |         | 5.165    |         | 0        |         |              |              | 4,3%     |         | 95,7%    |         | 0,0%     |         |              |
| 1866 | 97       | 108     | 2.990    | 0       | 0        | 0       | 0            | 0            | 3,0%     | 3,4%    | 93,6%    | 0,0%    | 0,0%     | 0,0%    | 0,0%         |
| 1880 | 172      | 437     | 2.723    | 0       | 0        | 0       | 0            | 0            | 5,2%     | 13,1%   | 81,7%    | 0,0%    | 0,0%     | 0,0%    | 0,0%         |
| 1890 | 18       | 964     | 2.861    | 0       | 0        | 0       | 0            | 0            | 0,5%     | 25,1%   | 74,4%    | 0,0%    | 0,0%     | 0,0%    | 0,0%         |
| 1900 | 208      | 850     | 2.493    | 4       | 0        | 0       | 4            | 204          | 5,8%     | 23,9%   | 70,0%    | 0,1%    | 0,0%     | 0,0%    | 0,1%         |
| 1910 | 678      | 424     | 2.805    | 2       | 0        | 0       | 0            | 176          | 17,3%    | 10,8%   | 71,8%    | 0,1%    | 0,0%     | 0,0%    | 0,0%         |
| 1920 | 107      | 325     | 739      | 0       | 0        | 0       | 1            | 40           | 9,1%     | 27,7%   | 63,1%    | 0,0%    | 0,0%     | 0,0%    | 0,1%         |
| 1930 | 227      | 556     | 2.342    | 0       | 0        | 0       | 7            | 132          | 7,2%%    | 17,8%   | 74,8%    | 0,0%    | 0,0%     | 0,0%    | 0,2%         |
| 1947 | 146      | 1.030   | 1.938    | 0       | 1        | 0       | 19           | 104          | 4,7%     | 32,9%   | 61,8%    | 0,0%    | 0,0%     | 0,0%    | 0,6%         |

Taal die meestal of uitsluitend gesproken wordt.
|      | Aantal | Aantal | Aantal | Aandeel | Aandeel | Aandeel |
| Jaar | nl     | fr     | de     | nl      | fr      | de      |
| ---- | ------ | ------ | ------ | ------- | ------- | ------- |
| 1910 | 784    | 3.125  | 0      | 20,1%   | 79,9%   | 0,0%    |
| 1920 | 240    | 932    | 0      | 20,5%   | 79,5%   | 0,0%    |
| 1930 | 489    | 2.643  | 0      | 15,6%   | 84,4%   | 0,0%    |
| 1947 | 436    | 2.688  | 1      | 14,0%   | 86,0%   | 0,0%    |

## Bezienswaardigheden
- De Sint-Petrus-en-Pauluskerk werd in 1925 heropgebouwd in neoromaanse en moderne Byzantijnse stijl.
- Het Brouwerijmuseum Waasten.
- Het Telefoonmuseum

## Natuur en landschap
Waasten ligt aan de Leie die hier sinds 1713 de grens met Frankrijk vormt. De gekanaliseerde Leie ligt hier iets ten zuiden van de grens, op Frans grondgebied. Daar ligt ook Warneton, een kleine gemeente in Frankrijk waarvan het grondgebied in 1713 van Waasten werd afgesplitst. Waasten ligt op een hoogte van ongeveer 18 meter.

## Bekende personen afkomstig van Waasten
- kunstschilder Eugène Verboeckhoven
- Pierre Morel-Danheel

## Nabijgelegen kernen
Le Bizet, Ploegsteert, Mesen, Voormezele, Neerwaasten, Warneton

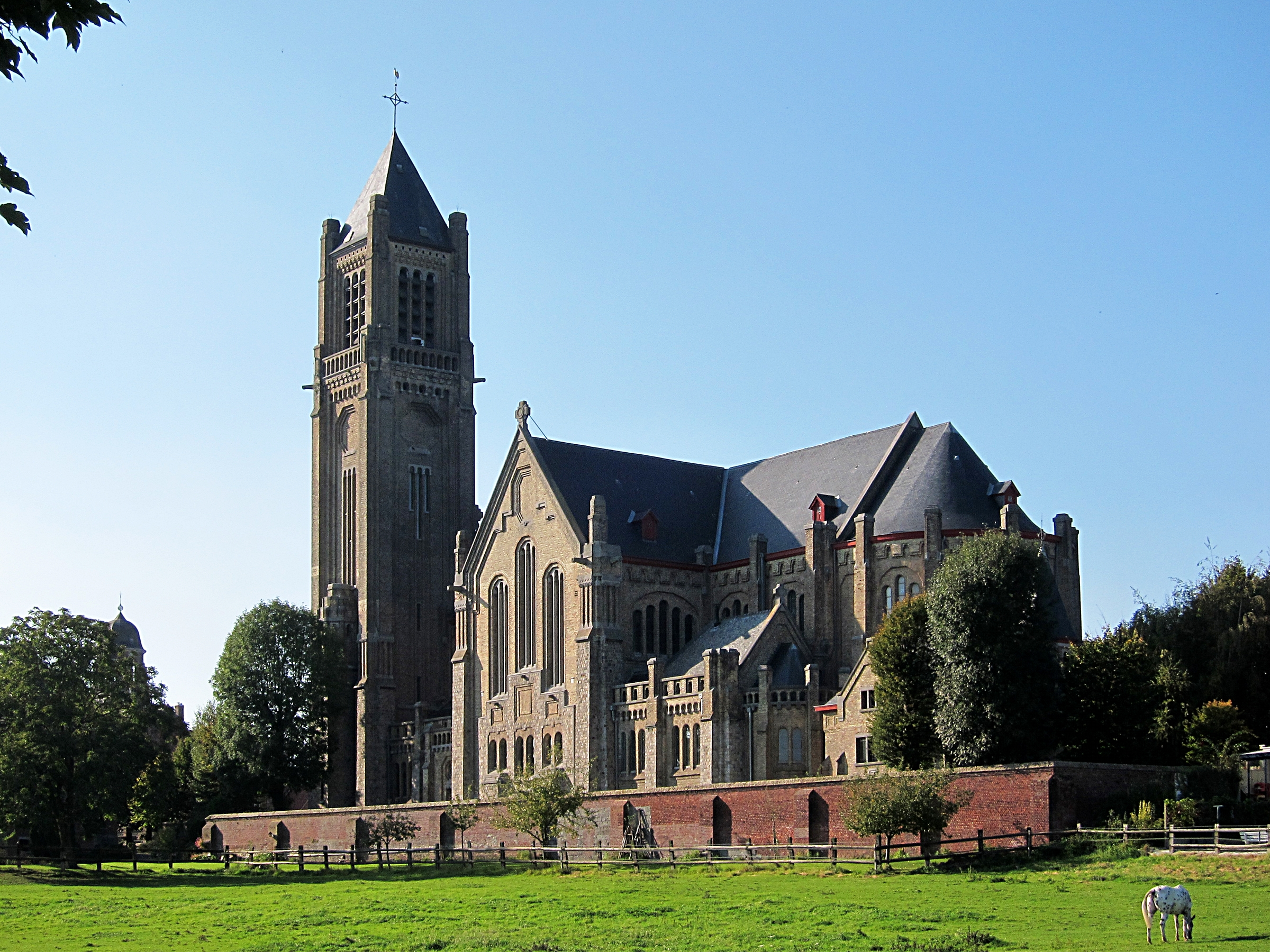
Sint-Petrus-en-Pauluskerk

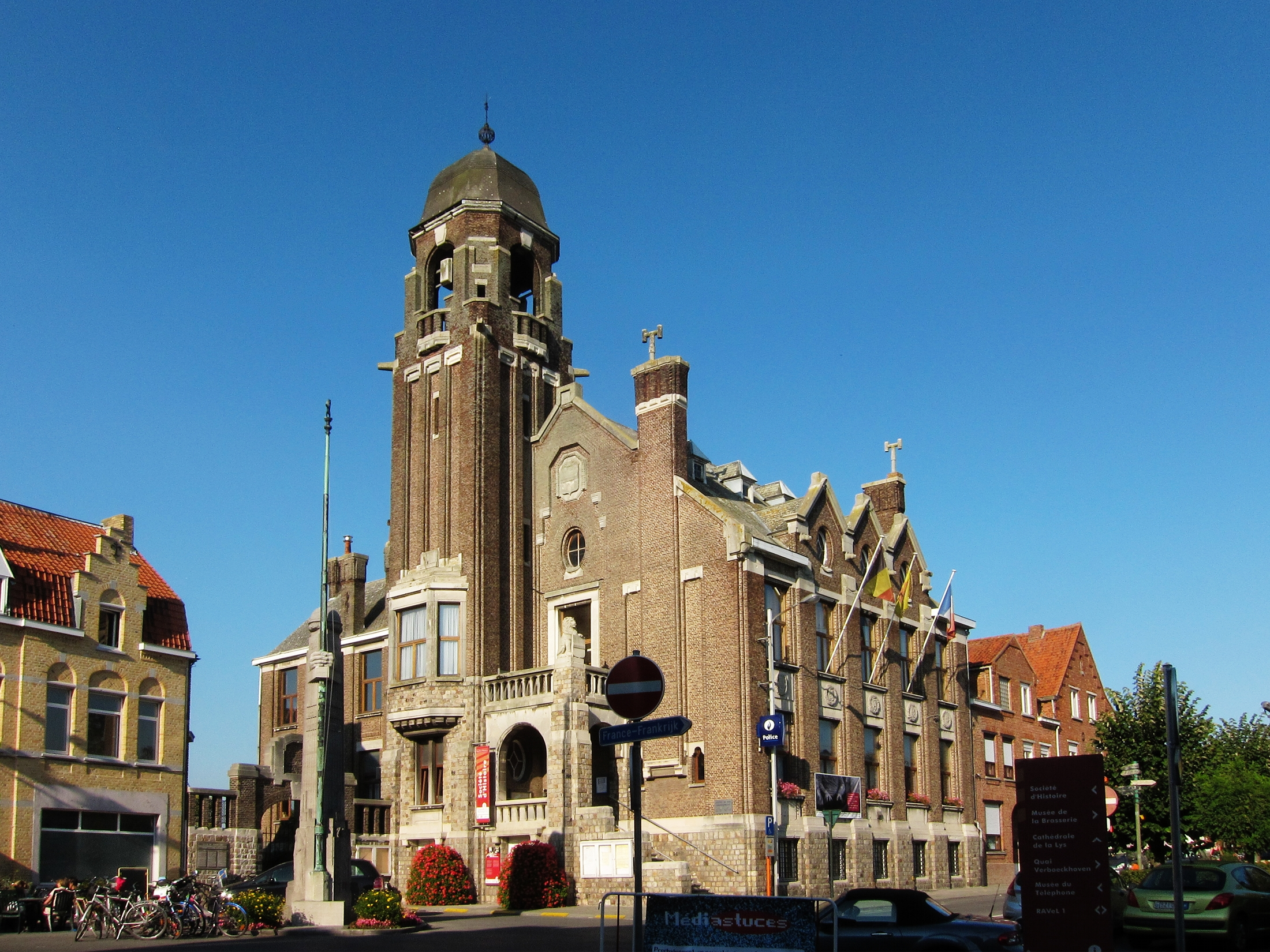
Stadhuis van Waasten